# Ґабріеле Петкевічайте-Біте
Ґабріеле Петкевічайте-Біте (літературний псевдонім — Біте, «Бджола») (лит. Gabrielė Petkevičaitė-Bitė); 18 березня 1861, Пузинішкі поблизу Паневежиса — 14 травня 1943, Паневежис) — литовська письменниця, драматург, публіцист, літературний критик. Громадсько-політичнна діячка, голова Литовського установчого сейму (1920—1922), педагог.

## Біографія
Ґабріеле Петкевічайте походить з дворян Ковенської губернії. Дочка лікаря, директора лікарні у Іонішкелісе. У дев'ятирічному віці від тифу померла мати, залишивши сиротами Габреле та п'ятьох її братів. З дитинства Ґабріеле була інвалідом (деформований хребет).
Тому вона отримала домашню освіту. Серед її вчителів був Лаурінас Івінскіс. Потім у 1878 році закінчила жіночу гімназію в Єлгаві.
Пізніше працювала зі своїм батьком в аптеці і в приватному порядку вивчала литовську мову.
На початку 1890-х років стала займатися культурно-громадською і творчою діяльністю.
У 1893 році вона ініціювала створення Товариства надання допомоги активним студентам. У 1907 році була одним з організаторів і головою першого з'їзду жінок Литви, співзасновником Асоціації литовських жінок (1908). Після смерті батька в 1909 році жила у Вільно та працювала у редакції «Lietuvos žinios».

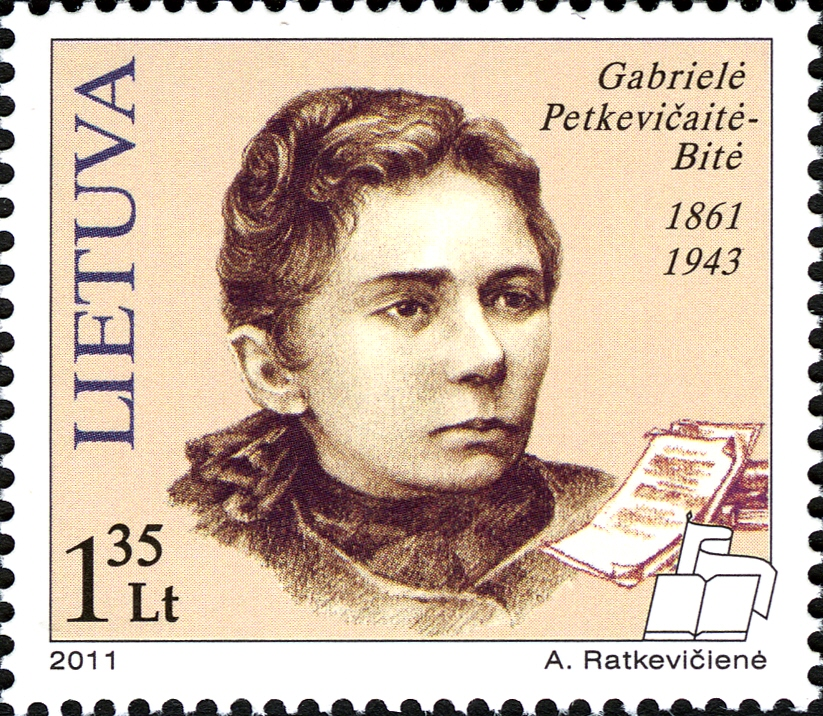
Ґабріеле Петкевічайте-Біте на поштовій марці Литви 2011 р.

Під час Першої світової війни Ґабріеле Петкевічайте повернулася у рідні краї. Вона закінчила фельдшерські курси, допомагала хворим. Під час війни вела щоденник, опублікований у 1925 та 1933 роках. У 1919 році почала викладати в Паневежеській гімназії. Була одним з розробників шкільної форми для дівчаток, яка незабаром була прийнята на національному рівні та проіснувала до початку 1990-х років.
Також займалася політичною діяльністю. Ґабріеле Петкевічайте — член Литовської християнсько-демократичної партії.
У 1920 році була обрана в Установчий сейм Литви і, як найстарший член зборів, головувала на його першій сесії, тоді ж була обрана головою.
У 1924 році за станом здоров'я відмовилася від викладацької посади. Потім відійшла від суспільного життя, але продовжувала писати.

## Творчість
Основні твори: збірка оповідань «Дрібниці» (1905), повісті «Вількене» (1894), «Богу напоказ» (1905), п'єса «Продане щастя». Виступала як критик із захистом реалізму в литовській літературі.
Спільно з письменницею Юлією Жемайте написала кілька реалістичних соціально-побутових драм і комедій під загальним псевдонімом Дві Мотери (Дві жінки). Ці п'єси показують боротьбу з царизмом («Литвомани», 1905), забобонами, за просвіту народу («Чорт у пастці», 1899, «Продане щастя», 1900 та ін).
Автор двотомного шкільного підручника.
У Литві заснована літературна Премія імені Ґ. Петкевічайте-Біте